# Protoseudyra picta
Protoseudyra picta là một loài bướm đêm trong họ Noctuidae.